# 963 Iduberga
Iduberga è un asteroide della fascia principale. Scoperto nel 1921, presenta un'orbita caratterizzata da un semiasse maggiore pari a 2,2473943 UA e da un'eccentricità di 0,1378026, inclinata di 7,98931° rispetto all'eclittica.
Stanti i suoi parametri orbitali, è considerato un membro della famiglia Flora di asteroidi.
Il nome per questo asteroide è stato scelto a caso dal popolare calendario Lahrer Hinkender Bote, pubblicato nella città di Lahr/Schwarzwald, in Germania.